# Oneum
Oneum, antički gradić, odnosno danas arheološka zona Baučići u Borku kod Omiša.

## Opis
Arheološka zona Baučići, odnosno antičko naselje Oneum, nalazi se na padinama omiške Dinare na prostoru današnjega zaseoka Baučića. Južnu granicu naselja čine djelomično sačuvani zidovi fortifikacija, širine veće od dva metra, koji prate smjer pružanja obale te ostatak poligonalne kule, građene od horizontalno uslojenih bunjastih blokova. Sjeverna je granica naselja već spomenuti brdski masiv omiške Dinare, na čijem su vrhu već stanovnici predrimskoga Oneuma imali uporište ili izvidnicu. Inače Oneum i ilirsko pleme Nesti ili Onastini spominju se u najstarijem antičkom izvoru za našu obalu – Pseudo-Skilaku iz 4. stoljeća pr. n. e., zatim ih navodi Plinije, a naselje je naznačeno i na Tabuli Peutingeriani. Nalazište je u literaturi poznato još od 19. stoljeća, kada u Arheološki muzej u Splitu dolaze prvi nalazi natpisa i novca. Od iznimne su važnosti dva javna natpisa posvećena carevima Tiberiju i Klaudiju, postavljena u vezi s javnim radovima, a datirana su u 33., odnosno 51. ili 52., godinu te žrtvenik s dva natpisa uklesana u različito vrijeme. U njegovoj blizini pronađena je i oštećena glava cara Tiberija, iz čega proizlazi kako je unutar rimskoga Oneja postojalo manje svetište posvećeno štovanju carskoga kulta (augusteum). Don Frane Bulić spominje mogućnost postojanja vodovoda iz izvora Slavin, kao i brojne nalaze grobova i novca. Tijekom 1. stoljeća dolazi do naseljavanja terasastih padina prema moru te do formiranja naselja disperzivnoga karaktera, što potvrđuju nalazi zidova gospodarskih imanja, koja prate manje nekropole, što ostavlja otvoreno pitanje pružanja prostornoga areala rimskoga Oneja. Toponimi Mlije i Rake ukazuju na postojanje ranokršćanskih građevina. Posljednje vijesti o kasnoantičkome Omišu donosi Anonimin kozmograf iz Ravene, koji koristeći izvore 6. stoljeća spominje Oneo u nizu naselja na obali i bližem zaleđu. Nekako u to vrijeme Oneo je pripojen novoosnovanoj Makarskoj biskupiji. Arheološko nalazište Baučići nikada nije bilo predmetom sustavnih arheoloških istraživanja. Posljednjih godina zaštitnim arheološkim istraživanjima provedenima prilikom gradnje novih ili adaptacije postojećih kuća pronađeni su ostatci gospodarskih imanja iz antičkog i kasnoantičkog perioda te brojni pokretni nalazi novca, stakla te keramičkoga posuđa koji nam nadopunjuju i rasvjetljuju sliku života antičkoga Oneuma.

## Zaštita
Pod oznakom Z-5970 zavedena je kao nepokretno kulturno dobro - kulturno-povijesna cjelina, pravna statusa zaštićena kulturnog dobra, klasificirano kao "arheološka baština".